# Asedio de La Rochela

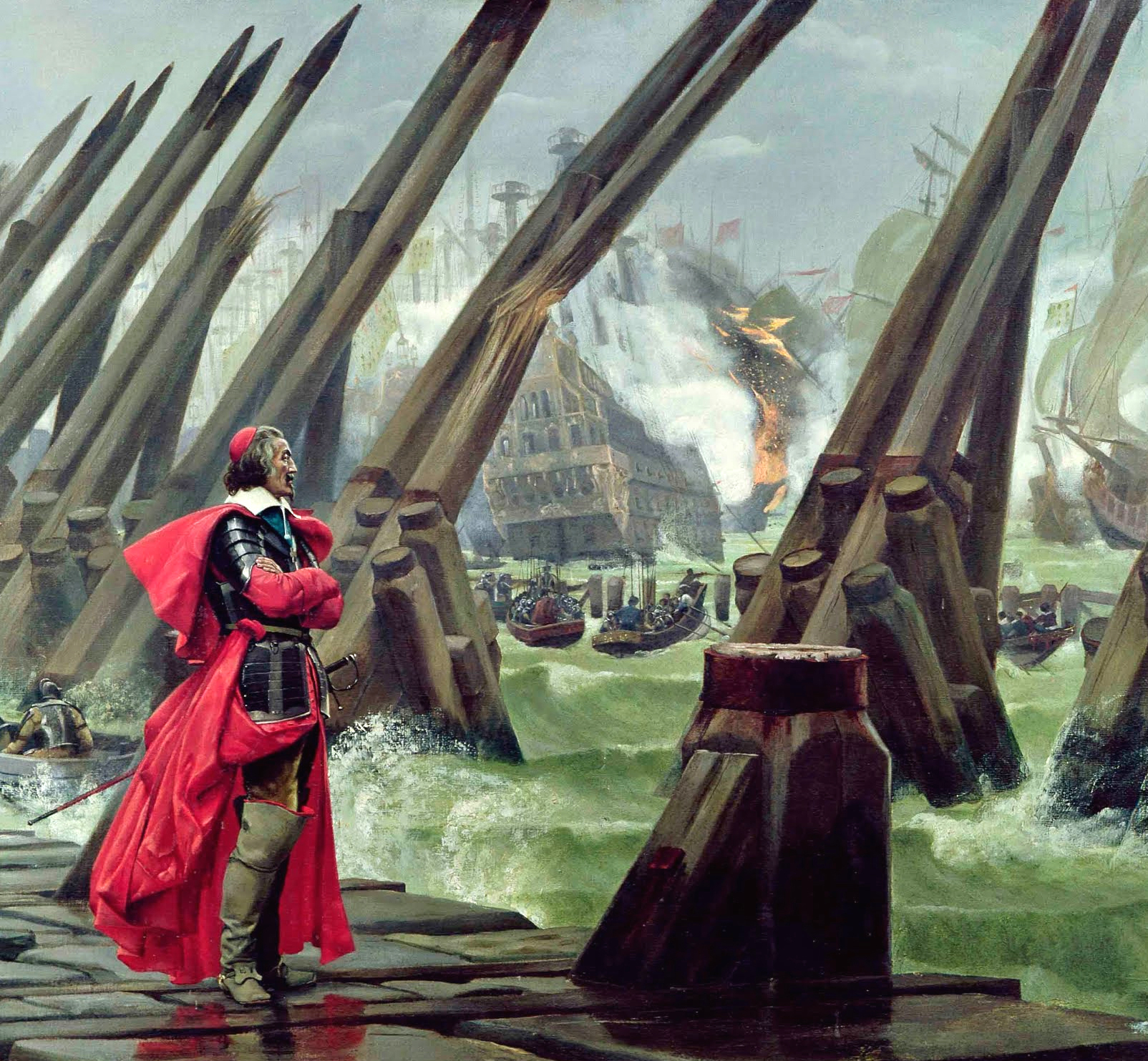
El Cardenal Richelieu en el asedio de La Rochelle, Henri-Paul Motte, 1881.

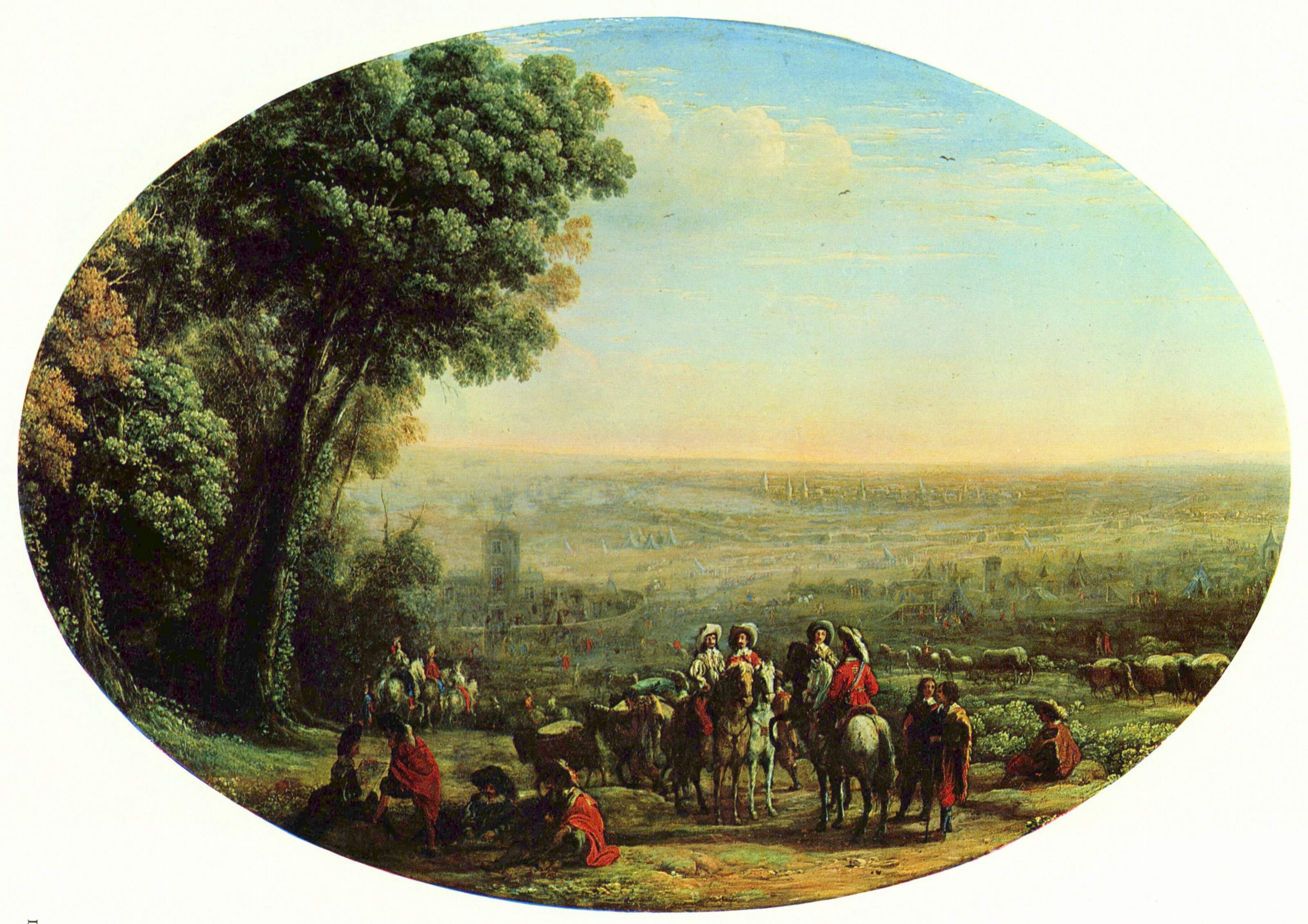
El asedio de La Rochelle, Claudio de Lorena, 1631.

El asedio de La Rochela (o de La Rochelle) fue un suceso de la guerra entre las fuerzas reales de Luis XIII de Francia y los hugonotes de La Rochela en 1627-1628.
Por el Edicto de Nantes (1598), Enrique IV de Francia reconoció a los hugonotes amplios derechos, convirtiéndose La Rochela en una plaza segura para los hugonotes franceses. Si dicho edicto llevó la paz al reino de Francia, tuvo también el efecto de crear un Estado dentro del Estado.
El asesinato del rey Enrique en 1610 y la llegada al trono de Luis XIII bajo la regencia de María de Médicis significó la vuelta de una política pro-católica frente a la minoría protestante. El duque Henri de Rohan y su hermano Benjamin, duque de Soubise, encabezaron la resistencia hugonote.
En 1621, las fuerzas del rey conquistaron el 24 de junio Saint-Jean-d´Angély e intentaron bloquear La Rochela. El tratado de Montpellier impuso una tregua. En 1625, los hermanos Rohan se levantaron otra vez en armas. La isla de Ré y la de Oleron fue recuperada por las tropas del rey en septiembre, el cardenal Richelieu determinó la supresión de la revuelta hugonote como la primera prioridad del reino.

## Apoyo inglés
El rey Carlos I decidió enviar una expedición con el objeto de animar a los hugonotes a alzarse en una nueva rebelión. La dirigió su favorito George Villiers, I duque de Buckingham, al mando de un centenar de barcos y 6000 hombres. Al principio, la ciudad de La Rochela rechazó la ayuda de Buckingham y negó el acceso de la flota a su puerto. La alianza se oficializó en septiembre. Para entonces, Richelieu había ordenado el asedio de La Rochela y enviado un ejército de 20 000 hombres con la misión de rendirla.
Desde Portsmouth, la flota desembarcó en julio de 1627 en la isla de Ré, defendida por el marqués de Toiras al frente de 1200 soldados. Buckimgham inició un infructuoso asedio de la ciudadela de Saint-Martin-de-Ré, donde se refugiaron las fuerzas de Toiras, hasta octubre. Tras el desembarco de 4000 soldados franceses dirigidos por el mariscal Henri de Schomberg al sur de la isla el 20 de octubre, Buckingham intentó un postrer asalto. Tras el mismo, se replegó hacia el norte de la isla con el propósito de reembarcar a sus 2000 supervivientes.

## Asedio
En agosto de 1627, las fuerzas reales mandadas por Charles de Valois, duque de Angulema, iniciaron el asedio de La Rochela. Cuando el 10 de septiembre los cañones de la plaza abrieron fuego, se inició la tercera rebelión hugonote. Henri de Rohan intentó levantar un ejército en el sur de Francia que acudiera en ayuda. Los ingenieros reales aislaron la ciudad trazando 12 kilómetros de trincheras reforzadas por once fuertes y dieciocho reductos. Finalizadas estas obras en abril de 1628, estaban guarnecidas por un ejército de 30 000 soldados. Además, Richelieu ordenó la construcción de un dique que cortara el acceso marítimo a la plaza. Cuatro mil obreros lo levantaron a las órdenes del ingeniero Clément Matézeau sobre restos de navíos hundidos, y en el mismo se emplazaron cañones para hacer frente a los buques ingleses que intentaran acercarse. A partir de marzo, ningún barco lo pudo atravesar.

## La presencia española
Richelieu aceptó la proposición de crear una alianza franco-española contra sus enemigos comunes protestantes. Una flota española de 30-40 navíos llegó al golfo de Morbihan tres semanas después de que el duque de Buckingham abandonara la isla de Ré. Desde allí marchó hasta las proximidades de La Rochela, en donde permaneció anclada sin llegar a participar en los combates.

## Esfuerzos de ayuda ingleses
Inglaterra intentó enviar dos flotas más en ayuda de los hugonotes rochelenses. La primera zarpó en abril de 1628 pero retornó sin llegar a combatir. La segunda, bombardeó las posiciones francesas en septiembre e intentó forzar el bloqueo, tras lo cual regresó a Inglaterra.

## Epílogo
Los habitantes de La Rochela resistieron, estoicamente, durante catorce meses bajo el liderazgo del alcalde Jean Guitton antes de rendirse el 28 de octubre de 1628. 
La población de La Rochela, que era una de las más populosas ciudades de Francia, con 27 000 residentes, sufrió más de 22 000 bajas, reduciéndose el total de habitantes a unos 5000. Esto, debido a la hambruna, las enfermedades y las muertes acaecidas en los encarnizados combates del sitio.
Finalmente, las tropas de Richelieu se impusieron y La Rochela claudicó. La rendición fue incondicional. al año siguiente los realistas capturaron Privas el 28 de mayo. Los hugonotes firmaron un acuerdo bajo los términos de la Paz de Alés, estos perdieron sus derechos territoriales, políticos y militares, aunque conservaron la libertad religiosa otorgada por el Edicto de Nantes. Además de sus aspectos religiosos, la conquista de La Rochela significó un momento importante en el proceso de construcción de la monarquía absolutista francesa.
El 21 de agosto la última ciudad rebelde frente al rey, Montauban, se rendía.
Se sabe que el filósofo francés Descartes visitó la escena del asedio en 1627.

## El asedio en la ficción clásica
El asedio forma los antecedentes históricos de la novela Los tres mosqueteros de Alexandre Dumas (padre).